# Trekvogelreservaat Shepherd Island
Het Trekvogelreservaat Shepherd Island (Engels: Shepherd Island Migratory Bird Sanctuary; Frans: Refuge d'oiseaux de Shepherd Island) is een natuurreservaat ter bescherming van trekvogels in het oosten van Canada.

## Omschrijving
De kern van het trekvogelreservaat bestaat uit Shepherd Island. Dat is een klein eiland dat deel uitmaakt van de Grey-eilanden, een archipel voor de oostkust van Newfoundland. Het 3,5 ha grote Shepherd Island ligt amper 300 m voor de zuidelijke westkust van het grote Bell Island.
Het beschermde gebied beslaat een vierkant van 400 x 400 meter met Shepherd Island als middelpunt. Het trekvogelreservaat heeft dus een totale oppervlakte van 16 ha, waarvan het merendeel bestaat uit zeewater. Behalve het eiland zelf omvat het gebied ook de bij het eiland horende rots Shepherd Island Rock.

## Vogels
Het reservaat heeft een oppervlakte van 16 hectare, waarvan minder dan een kwart bestaat uit land en de rest bestaat uit zee. Het werd in 1991 opgericht aangezien Shepherd Island en het omliggende water in de zomer dienstdoen als nestplaats voor eidereenden. In de winter doet het gebied ook geregeld dienst als tijdelijke verblijfplaats voor grote groepen eiders.
Het trekvogelreservaat maakt deel uit van het Important Bird Area "Bell Island South Coast".

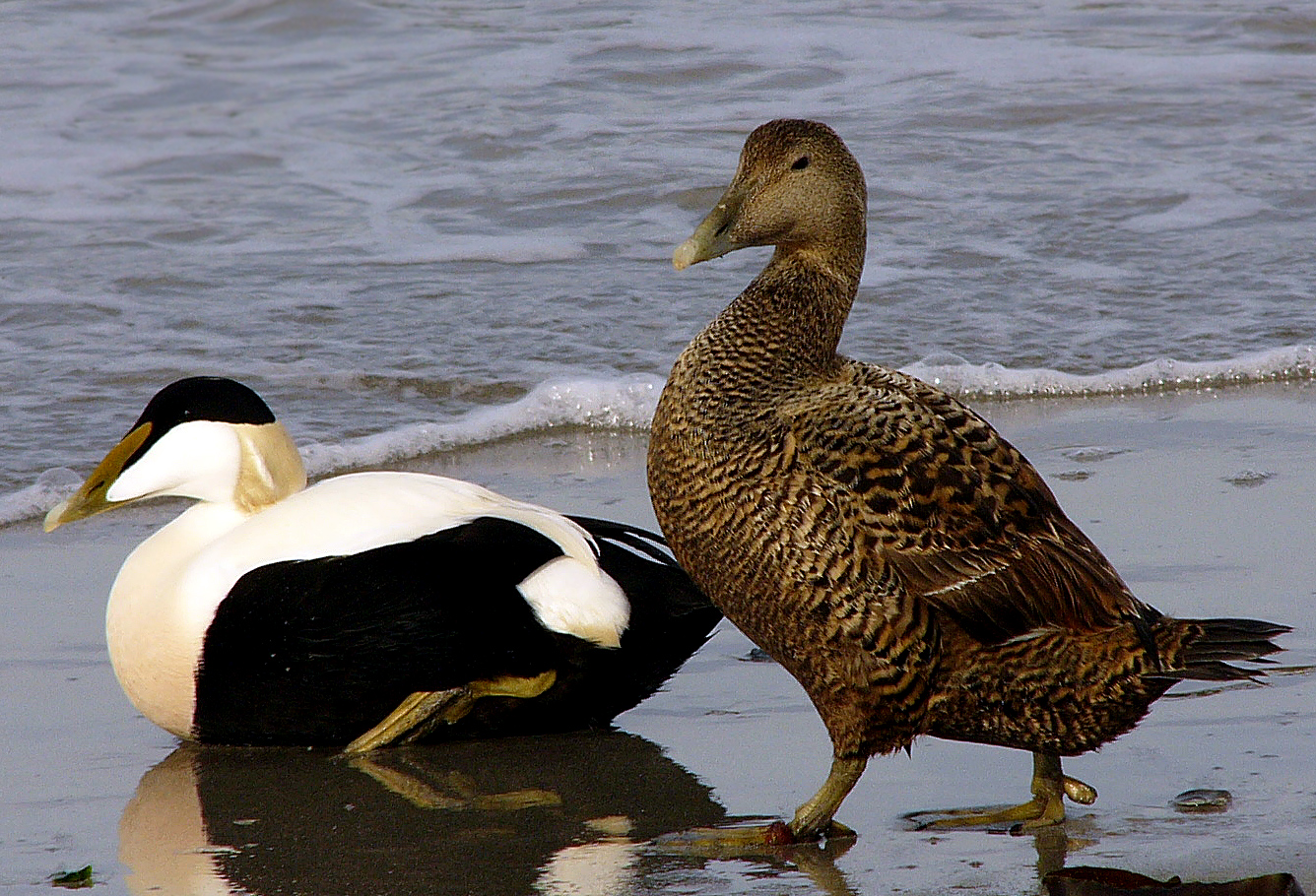
Een mannelijke (links) en vrouwelijke (rechts) eider